# Joseph Conombo
Joseph Issoufou Conombo (9 febbraio 1917 – 20 dicembre 2008) è stato un politico burkinabè.
È stato Primo ministro dell'Alto Volta (attuale Burkina Faso) dal luglio 1978 al novembre 1980.
Dal 1951 al 1959 è stato membro dell'Assemblea nazionale francese e per un periodo anche Sottosegretario di Governo durante la presidenza di Pierre Mendès France.
Ha ricoperto la carica di sindaco di Ouagadougou dal 1961 al 1965. È stato inoltre direttore generale per la salute pubblica (1966-1968) e Ministro degli esteri (1971-1973).